# El captiu
El captiu és una pintura de Joseph Wright completada el 1774 que està exposada actualment a la Vancouver Art Gallery. El captiu de Sterne és una pintura similar del mateix autor exhibida al Derby Museum and Art Gallery pintada el 1778.

## Descripció
El quadre mostra la desesperació d'un viatjant que es troba a si mateix abandonat en una presó forastera. El captiu fou basat en un capítol del mateix nom en un popular llibre de Laurence Sterne de 1768, A Sentimental Journey Through France and Italy, que descrivia una seqüència imaginaria en la qual l'heroi de la història, Yorick, imagina que és empresonat a la Bastilla perquè ha perdut el seu passaport. Yorick és posat en llibertat més tard perquè interpreten que el seu nom indica que és una persona important, ja que és un bufó de la cort (Yorick és un bufó en l'obra de Shakespeare Hamlet). El viatge fou situat en l'any 1762, quan la Gran Bretanya estava en guerra amb França i la presó era una possibilitat pels viatjants de països hostils.)

## Història

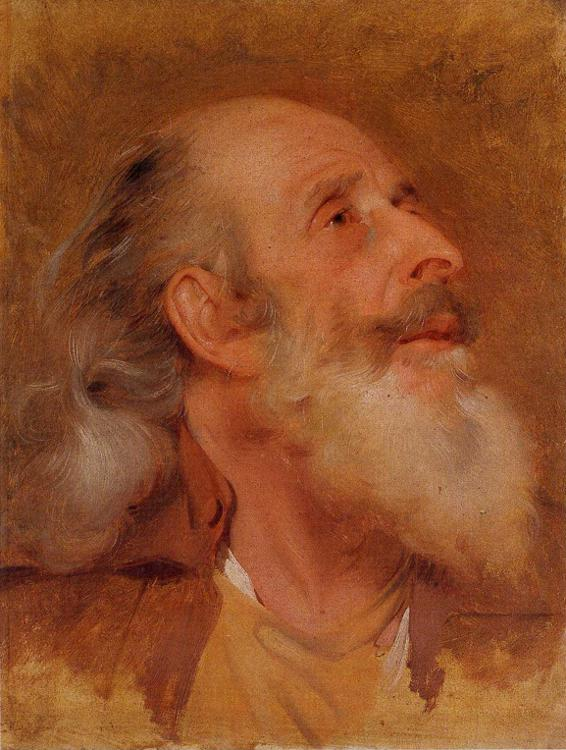
Un estudi de John Stavely per a la segona versió de Wright

La primera pintura (1774) fou realitzada per Wright mentre era a Roma. Després de completar-la la va haver d'importar cap a Anglaterra; una crònica contemporània de Llewellyn Jewitt explica que gairebé va aconseguir importar-la lliure d'impostos però que una objecció d'última hora el va obligar a pagar aranzels. El debat se centrà en si el model del quadre era romà o no i en si hauria d'anar millor vestit.

La pintura va ser feta en un gravat puntejat per Thomas Ryder l'any 1779 i fou publicada per John Boydell i Josiah Boydell el 1786. De totes maneres, un gravat en mezzotinta de John Raphael Smith de 1778 fou encarregat per John Milnes després que comprés la pintura a una exposició de la Royal Academy. Miles va obtenir una còpia impresa de cada obra de Wright que va poder, però la còpia que havia encarregat de la seva pròpia pintura estava limitada a només vint reproduccions abans que el motlle fos destruït. Aquest gravat és actualment molt rar i només està disponible en un reduït nombre d'institucions britàniques i en cap de l'estranger.